# Norsk filminstitutt
Il Norsk filminstitutt, in Italiano Istituto Cinematografico Norvegese, è un organismo di supporto all'industria cinematografica norvegese

## Storia
Fondato nel 1955, ha l'obiettivo di supportare e potenziare l'industria cinematografica norvegese. Il primo aprile 2008, è stato fuso con il Norwegian Film Fund, il Norwegian Film Development ed il Norwegian Film Commission per formare il "'nuovo' Norwegian Film Institute" sotto gli auspici del Royal Norwegian Ministry of Culture.
Il NFI è un membro della Federazione internazionale degli archivi filmografici, dell'International Council of Educational Media, dell'European Film Academy, e dello Scandinavian Films, rappresentando la Norvegia nell'Eurimages e nell'Osservatorio europeo dell'audiovisivo.